# Henri-Irénée Marrou
Henri-Irénée Marrou (ur. 12 listopada 1904 w Marsylii, zm. 11 kwietnia 1977 w Bourg-la-Reine) – francuski historyk, mediewista, badacz późnego antyku. Członek zagraniczny Królewskiej Holenderskiej Akademii Sztuk i Nauk.

## Wybrane publikacje
- Fondements d'une culture chrétienne, Paris, Bloud & Gay, 1934 ;
- Saint Augustin et la fin de la culture antique, Paris, De Boccard, 1938 ;
- MOYCIKOC ANHP. Etude sur les scènes de la vie intellectuelle figurant sur les monuments funéraires romains, Grenoble, Didier & Richard, 1938 ;
- Traité de la musique selon l'esprit de saint Augustin, Paris, Le Seuil, 1942 ;
- Le livre des chansons ou introduction à la connaissance de la chanson, Paris, Le Seuil, 1944 ;
- Histoire de l'éducation dans l'Antiquité, Paris, Le Seuil, 1948 ;
- L'ambivalence du temps de l'histoire chez saint Augustin, Paris, Vrin, 1950 ;
- Saint Augustin et l'augustinisme, Paris, Le Seuil, 1955 ;
- Les troubadours, Paris, Le Seuil, 1961 ;
- Nouvelle histoire de l'Église. Tome I, 2e partie: De la persécution de Dioclétien à la mort de Grégoire le Grand, Paris, Le Seuil, 1963 ;
- L'Église de l'Antiquité tardive 303-604, Paris, Le Seuil, collection « Points Histoire », 1985 (réédition séparée du titre précédent) ;
- Théologie de l'histoire, Paris, Le Seuil, 1968 ; réédition, Paris, Editions du Cerf, 2006 ;
- Patristique et humanisme, Paris, Le Seuil, 1976 ;
- * Crise de notre temps et réflexion chrétienne (1930-1975), Paris, Beauchesne, 1978 (posthume);
- Carnets posthumes, Paris, Éditions du Cerf, 2006.

## Publikacje w języku polskim
- Augustyn, przy współpr. A. M. La Bonnardière, tł. Jan Stanisław Łoś, Kraków: "Znak" 1966.
- Historia wychowania w starożytności, przeł. Jan Stanisław Łoś, Warszawa: Państwowy Instytut Wydawniczy 1969.
- (współautor: Jean Daniélou), Historia Kościoła, t. 1: Od początków do roku 600, przeł. Maria Tarnowska, Warszawa: "Pax" 1984 (wyd. 2 - 1986).
- Zmierzch Rzymu czy późna starożytność? III-VI wiek, przeł. Marek Węcowski, Warszawa: "Volumen" - "Bellona", 1997.
- O poznaniu historycznym, przeł. Hubert Łaszkiewicz, Kęty: Wydawnictwo Marek Derewiecki 2011.